# クライヴ・アレン
クライヴ・ダレン・アレン（Clive Darren Allen, 1961年5月20日 - ）は、ロンドン・タワーハムレッツ区・ステップニー出身の元サッカー選手。ポジションはFW。
トッテナム・ホットスパーFCやアーセナルFCなど、ロンドンを本拠地にするサッカークラブに7チーム所属。キャリアのほとんどをロンドンで過ごした。

## 経歴
1978-79シーズンにクイーンズ・パーク・レンジャーズFCでプロキャリアをスタート。49試合で32ゴールを記録すると1980年にアーセナルFCへ125万ポンドの移籍金で引き抜かれた。
しかしアーセナルでは公式戦に一度も出場せず、プレシーズンマッチに3回出場した後にケニー・サンソムとのトレードでクリスタル・パレスFCに移籍した。クリスタル・パレスでは1980-81シーズンにチーム内得点王の活躍をしたが、チームは最下位となり2部へと降格した。
その翌シーズンにクイーンズ・パーク・レンジャーズFCに復帰。テリー・ヴェナブルズ指揮の下で1981-82シーズンにクラブ史上初のFAカップ決勝進出に貢献。しかし決勝ではトッテナム・ホットスパーFCに敗れ、優勝することは出来なかった。1983-84シーズンに14ゴールの成績でチームの1部リーグ5位躍進に貢献すると翌シーズンからトッテナム・ホットスパーFCへと70万ポンドの移籍金で移籍することが決まった。
トッテナム時代の1986-87シーズンにリーグ33ゴールを記録し、得点王に輝きチームの3位フィニッシュに貢献。またシーズンの公式戦通算得点数は49得点を記録した。この記録はトッテナムのシーズン歴代最多得点記録である。このシーズン、PFA年間最優秀選手賞とFWA年間最優秀選手賞を受賞した。
1988年にFCジロンダン・ボルドーに移籍。初の国外移籍となったボルドーではリーグ戦19試合で13得点を記録した。1989年にマンチェスター・シティFCへ移籍し、国内に復帰。移籍初年度の1989-90シーズンにリーグ10得点を記録したが、翌シーズンは4ゴールに終わると1991年12月にチェルシーFCへと移籍した。
チェルシーで3ヶ月間で16試合7得点を記録した後ウェストハム・ユナイテッドFCへと移籍。1992-93シーズンは14得点を記録しプレミアリーグ昇格に貢献した。1994年1月に元同僚のオズワルド・アルディレスが指揮を取る古巣トッテナム・ホットスパーFCへの移籍が取り沙汰されたが結局7万5000ポンドの移籍金で2部のミルウォールFCへと移籍した。
1995年にカーライル・ユナイテッドFCへと移籍し3試合に出場した後、現役を引退した。

## 引退後
1997年にアメリカン・フットボール選手としてNFLヨーロッパのロンドン・モナークスでプレー。1シーズンのみのプレーだったが、キッカーとして活躍した。

## 家族
父は自身と同じくトッテナム・ホットスパーFCでプレーし、1960-61シーズンのリーグ優勝に貢献したレス・アレン。叔父のデニス・アレンも元サッカー選手だった。
弟のブラッドリー・アレンも元サッカー選手でクイーンズ・パーク・レンジャーズFCなどでプレーした。2020年現在はトッテナム・ホットスパーFCのアカデミーコーチを務めている。
従兄弟のポール・アレンとマーティン・アレンも元サッカー選手。ポールは自身と同じくトッテナム・ホットスパーFCで同僚としてプレーし、活躍した。マーティンはウェストハム・ユナイテッドFCなどで活躍。引退後、レスター・シティFCやブレントフォードFCなど多くのチームの監督を歴任した。
息子のオリヴァー・アレンもサッカー選手としてプレーした他、マーティンの息子で甥のチャーリー・アレンもサッカー選手。